# ヴィッラミローリオ
ヴィッラミローリオ（伊: Villamiroglio）は、イタリア共和国ピエモンテ州アレッサンドリア県にある、人口約300人の基礎自治体（コムーネ）。

## 地理

### 位置・広がり
| 隣接するコムーネは以下の通り。括弧内のTOはトリノ県所属を示す。 - チェッリーナ・モンフェッラート - ガビアーノ - モンチェスティーノ - オダレンゴ・グランデ - ヴェッルーア・サヴォーイア (TO) |

### 地震分類
イタリアの地震リスク階級 (it) では、4 に分類される
。